# 第88独立機械化旅団 (ウクライナ陸軍)
第88独立機械化旅団（だい88どくりつきかいかりょだん、ウクライナ語: 88 ма окрема механізована бригада）は、ウクライナ陸軍の旅団の一つ。ベラルーシ国境のリウネ州に所在し、2023年2月15日に新編された。
2024年10月、MILITARYLANDは、第88独立機械化旅団についてウクライナ参謀本部に確認したところ、「2024年10月21日現在、ウクライナ軍組織内に第88独立機械化旅団なる名称の組織は存在しない」という返答だったと報告した。

## 編制
2023年時点の編制は以下のとおりとなる。
- 本部管理中隊
- 第1機械化大隊
- 第2機械化大隊
- 第3機械化大隊
- 砲兵群
- 防空大隊
- 偵察中隊
- 工兵大隊
- 兵站大隊
- 通信中隊
- 整備大隊
- レーダー中隊
- 衛生中隊
- CBRN防護中隊